# Eohaustorius estuarius
Eohaustorius estuarius är en kräftdjursart som beskrevs av Bosworth 1973. Eohaustorius estuarius ingår i släktet Eohaustorius och familjen Haustoriidae. Inga underarter finns listade i Catalogue of Life.